# Brahim Babaï
Pour les articles homonymes, voir Babai (homonymie).
Brahim Babaï (arabe : إبراهيم باباي), né le 18 décembre 1936 à Béja et mort le 8 décembre 2003 à Tunis, est un réalisateur et producteur tunisien.
Après trois années passées à l'École spéciale militaire de Saint-Cyr, il rejoint l'Institut des hautes études cinématographiques (IDHEC) de Paris (actuelle Fémis) et l'École Vaugirard (actuelle École nationale supérieure Louis-Lumière) où il obtient son diplôme en 1963 dans la section prise de vues. Il commence par travailler à l'ORTF mais, très vite, préfère s'engager dans la construction du cinéma et de la télévision tunisiens. Son premier long métrage est intitulé Et demain... ? (Wa ghadan ?).
Toute son œuvre est de tendance progressiste et met l'accent sur le rôle de critique sociale que doit avoir le cinéma du tiers monde émergent. Il travaille toujours en collaboration avec des professionnels africains ou maghrébins et défend le cinéma indépendant.
Il est le premier directeur de la photographie à la télévision tunisienne. Il est également président et fondateur du Festival panafricain du cinéma et de la télévision de Ouagadougou.

## Filmographie
- 1971 : Et demain... ? (Wa ghaden ?)
- 1974 : Victoire d'un peuple
- 1990 : La Nuit de la décennie (d'après le roman homonyme (ar) de Mohamed Salah El Jebri (en))
- 2003 : L'Odyssée